# I’m Tore Down
I’m Tore Down; auch Tore Down ist ein Blues-Titel, der zumeist dem US-amerikanischen Blues-Musiker Freddie King zugeschrieben wird und 1961 als Single auf Federal Records veröffentlicht wurde. Auf der Erstveröffentlichung ist jedoch Sonny Thompson, der zu jener Zeit mit King zusammenarbeitete, als Autor vermerkt.
In den nächsten Jahren erschienen Coverversionen von John Hammond, Alexis Korner und der Band Barrelhouse. Kings Album Getting Ready… (1971) enthielt ebenfalls den Song (in einer längeren Fassung).
Im Jahr 1994 coverte der britische Rockmusiker Eric Clapton den Titel für sein Studioalbum From the Cradle. Seine Interpretation belegte Platz 5 der Billboard Mainstream-Rock-Songs-Chart und verblieb insgesamt 13 Wochen in dieser.